# Helicopsyche itonoe
Helicopsyche itonoe is een schietmot uit de familie Helicopsychidae. De soort komt voor in het Oriëntaals gebied.